# 八維正九胞體
在幾何學中，八維正九胞體（或）是一種自身對偶的正八維多胞體，
是八維空間的單純形。八維正九胞體是八維空間中最簡單的正圖形，因此又稱為8-單純形（8-simplex）。八維正九胞體由9個七維正八胞體的七維胞組成，其二面角為cos−1(1/8)約為82.82°。喬納森·鮑爾斯（Jonathan Bowers）將八維正九胞體縮寫為ene。

## 命名
八維正九胞體是一種八維單純形，因此也稱為8-單體，由於其具有9個七維胞，因此又稱為九-七維胞體（英語：enneazetton），其中，九（英語：ennea-）表示其有九個維面，七維胞（英語：zett-）表示其由七維胞體構成，然後加一個體（英語：-on）。

## 性質
八維正九胞體共由9個頂點、36條邊、84個三角形的面、126個正四面體的三維胞、126個正五胞體的四維胞、84個五維正六胞體的五維胞、36個六維正七胞體的六維胞和9個七維正八胞體的七維胞組成，其中七維正八胞體為八維正九胞體的維面。
若一个八維正九胞體的棱长为1，则其外接八維超球的半径为{\displaystyle {\frac {2}{3}}}、內切八維超球的半径为{\displaystyle {\frac {1}{12}}}。

### 構造
八維正九胞體可以看做是在八維空間中以七維正八胞體為底的錐體，即八維正九胞體可以透過將七維正八胞體置於八維空間中，並在正八胞體所在的七維空間外取一點，將七維正八胞體的每個頂點連結該點構成，因此八維正九胞體又稱為八胞體八維錐（octaexal pyramid）。

### 體積與表面積
八維正九胞體是一個八維空間幾何體，因此其體積為八維空間超體積，單位為八次方單位。邊長為a的八維正九胞體，其超體積為：
{\displaystyle V={\frac {1}{215040}}a^{8}\approx 0.0000046503a^{8}}
表面積是指將一個幾何體表面維面的幾何大小的和。在三維空間中，表面積為每個面之面積的總和。而八維正九胞體是一個八維空間幾何體，因此其表面積為九個七維八胞體之超體積的和，單位為七次方單位。邊長為a的八維正九胞體，其超表面積為：
{\displaystyle V={\frac {1}{2240}}a^{7}\approx 0.00044643a^{7}}

### 頂點座標
若一個八維正九胞體幾何中心位於原點，且邊長為2單位長，則其頂點座標為：
{\displaystyle \left(1/6,\ {\sqrt {1/28}},\ {\sqrt {1/21}},\ {\sqrt {1/15}},\ {\sqrt {1/10}},\ {\sqrt {1/6}},\ {\sqrt {1/3}},\ \pm 1\right)}
{\displaystyle \left(1/6,\ {\sqrt {1/28}},\ {\sqrt {1/21}},\ {\sqrt {1/15}},\ {\sqrt {1/10}},\ {\sqrt {1/6}},\ -2{\sqrt {1/3}},\ 0\right)}
{\displaystyle \left(1/6,\ {\sqrt {1/28}},\ {\sqrt {1/21}},\ {\sqrt {1/15}},\ {\sqrt {1/10}},\ -{\sqrt {3/2}},\ 0,\ 0\right)}
{\displaystyle \left(1/6,\ {\sqrt {1/28}},\ {\sqrt {1/21}},\ {\sqrt {1/15}},\ -2{\sqrt {2/5}},\ 0,\ 0,\ 0\right)}
{\displaystyle \left(1/6,\ {\sqrt {1/28}},\ {\sqrt {1/21}},\ -{\sqrt {5/3}},\ 0,\ 0,\ 0,\ 0\right)}
{\displaystyle \left(1/6,\ {\sqrt {1/28}},\ -{\sqrt {12/7}},\ 0,\ 0,\ 0,\ 0,\ 0\right)}
{\displaystyle \left(1/6,\ -{\sqrt {7/4}},\ 0,\ 0,\ 0,\ 0,\ 0,\ 0\right)}
{\displaystyle \left(-4/3,\ 0,\ 0,\ 0,\ 0,\ 0,\ 0,\ 0\right)}
在九維空間中，八維正九胞體的頂點座標可以簡化為(0,0,0,0,0,0,0,0,1)的全排列。這是因為八維正九胞體是九維正軸體的維面。

## 正交投影

八維正九胞體的骨架圖可以投影到具有九個頂點的四角錐反角柱

| Ak考克斯特平面 | A8  | A7  | A6  | A5  |
| -------------- | --- | --- | --- | --- |
| 投影           |     |     |     |     |
| 二面體群對稱   | [9] | [8] | [7] | [6] |
| Ak考克斯特平面 | A4  | A3  | A2  |     |
| 投影           |     |     |     |     |
| 二面體群對稱   | [5] | [4] | [3] |     |